# ゲッツ・フォン・ベルリヒンゲン

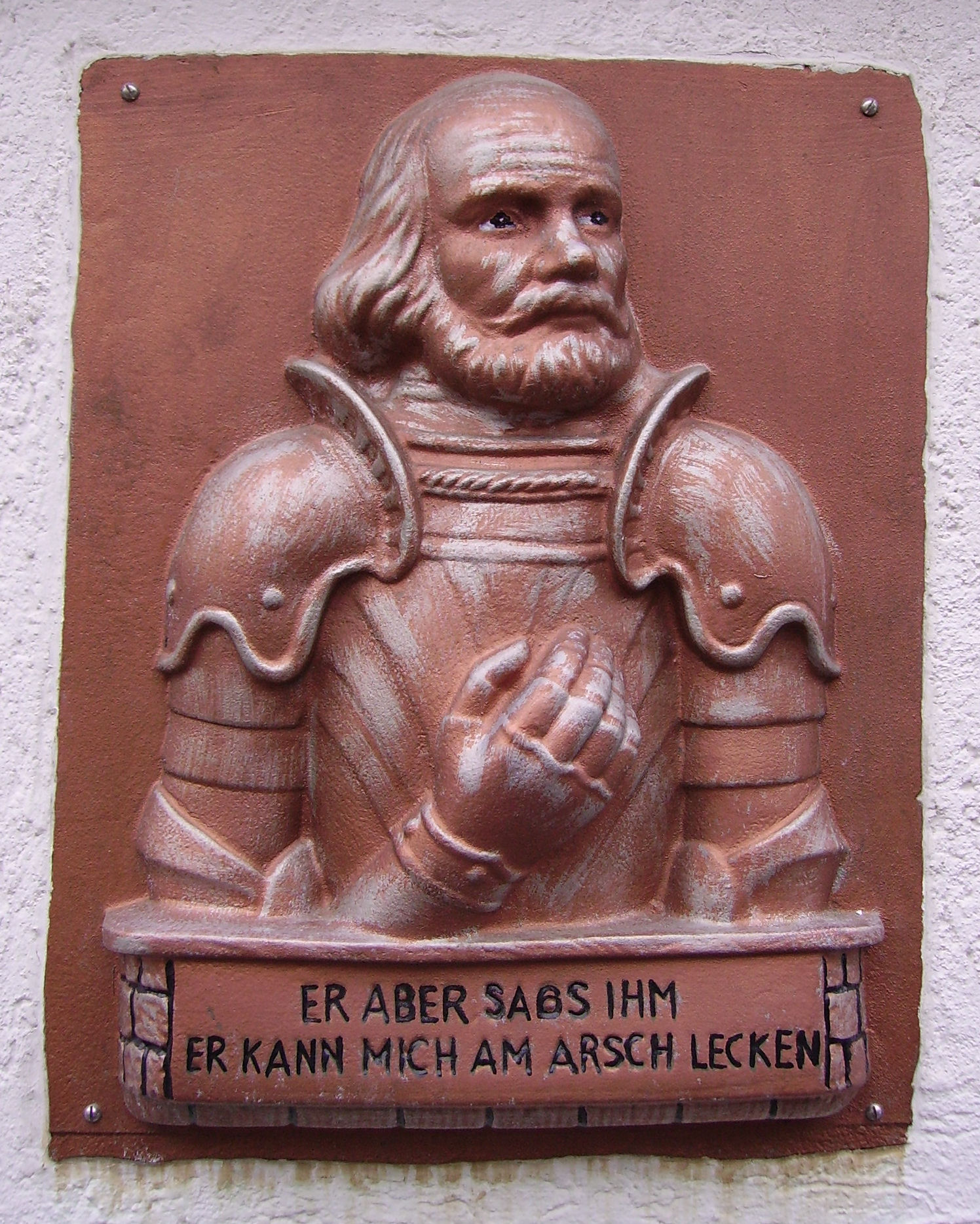
ゲッツ・フォン・ベルリヒンゲン

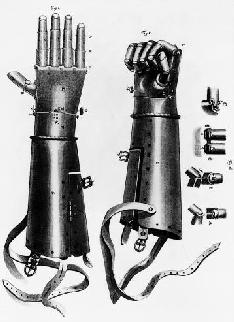
ゲッツが使用した鋼鉄の義手

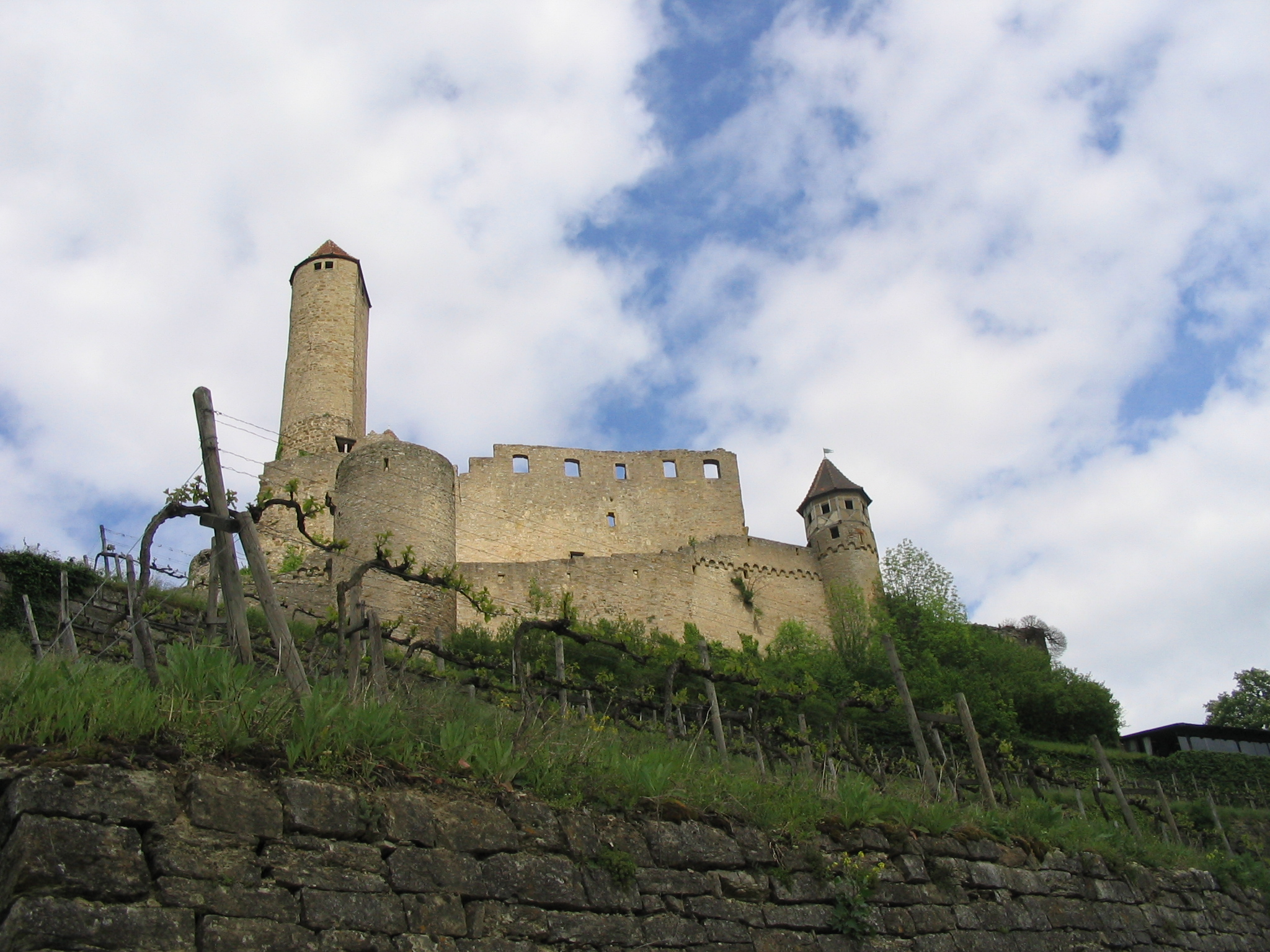
ホルンベルク(城)

ゴットフリード・フォン・ベルリヒンゲン（独: Gottfried von Berlichingen, 1480年 11月15日- 1562年7月23日）は、中世ドイツの騎士。戦争で片腕を無くすが鋼鉄の義手を付けて戦い続けたことから「鉄腕ゲッツ」の異名を誇った。
史実の人物としてよりもヨハン・ヴォルフガング・フォン・ゲーテが24歳の時に書いた戯曲「鉄の手のゲッツ・フォン・ベルリヒンゲン」の登場人物として有名になる。ゲーテの作品ではかなり美化されて英雄として描かれているが、史実ではフェーデを悪用して決闘と称した強盗、恐喝、追いはぎを繰り返して財産を築き強盗騎士と揶揄されたほどで、血の気が多く戦いには首をつっこまずには居られない性分だったという。最期は軟禁生活からの解放の条件としてフェーデを行わないという誓約書を書かされた。
彼の生きた時代は「最後の騎士」と呼ばれた神聖ローマ皇帝マクシミリアン1世の時代であり、騎士が衰退していく時代であった。
晩年にネッカーツィンメルンのホルンベルク城の主となりゲッツ・フォン・ベルリヒンゲン・ツゥ・ホルンベルクと改名した。

## 義手

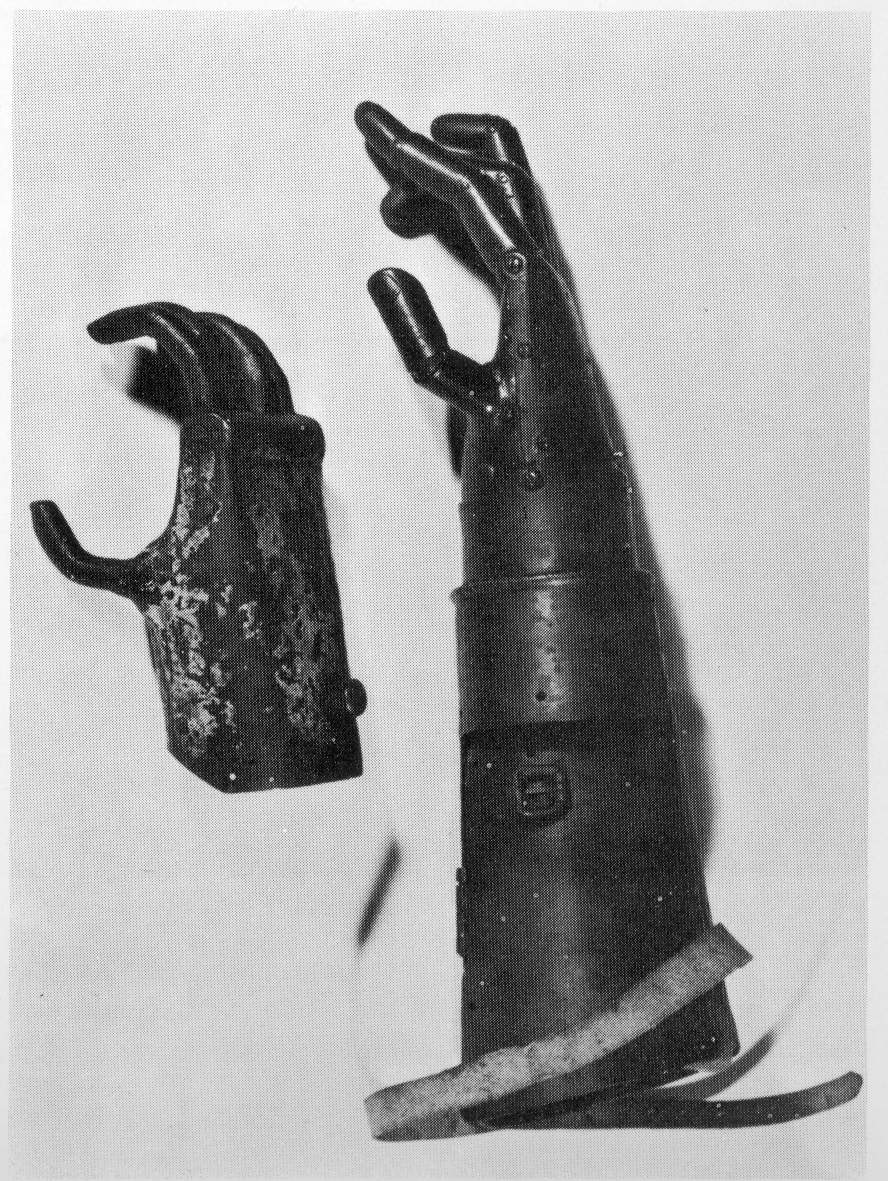
ヤグストハウゼン城に展示されている2本の鋼鉄の義手

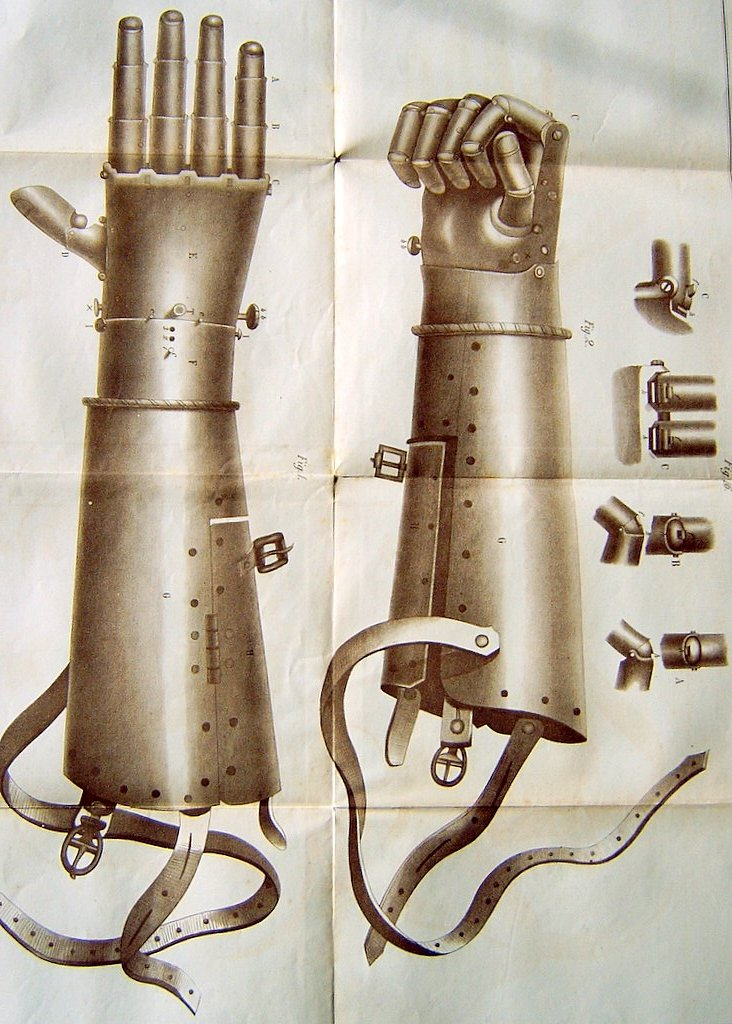
ゲッツが武器を握れるように、革のストラップと関節のある指を備えていた。

最初の物は剣を握るギミックを持ち、後に左手を使い手綱も握れるようになる義手を手に入れた。
彼の使用していた義手は博物館となっているヤグストハウゼン城に現存する。

## 経歴
- 1480年頃にベルリヒンゲン（現シェーンタールの一地区）で生まれる。ブランデンブルク＝アンスバッハ辺境伯フリードリヒ2世の元で騎士修行を積む。
- ランツフート継承戦争に神聖ローマ皇帝マクシミリアン1世側として参加、ランツフート包囲の時に敵の大砲砲火によって右腕を失うが、鋼鉄の義手を付けて兵隊稼業を続けた。
- 1519年、ヴュルテンベルク公ウルリヒに仕える。同年、シュヴァーベン同盟と戦いになり敗北、ハイルブロンで3年間監禁された。
- ドイツ農民戦争で農民側の隊長となって戦うも、責任を問われて2年間の幽閉生活を送る。その後10年近い軟禁生活を送る。
- 解放されると神聖ローマ皇帝カール5世に従い、トルコ戦争やフランス戦争に従軍する。
- 1562年7月23日、ホルンベルク(城)で死亡。

## 関連作品
- ヴォルフガング・アマデウス・モーツァルト：俺の尻を舐めろ

## 参考資料
- 鉄腕ゲッツ行状記 ISBN 9784560026298